# إرفين كنول
إرفين كنول (بالإنجليزية: Erwin Knoll)‏ هو صحفي أمريكي، ولد في 1931، وتوفي في 1994.